# 제47회 미국 작가 조합상
제47회 미국 작가 조합상은 1994년 뛰어난 활동을 보인 영화 작가를 기리기 위해 1995년 3월에 열린 시상식이다. [서부]LA, 비벌리 힐튼 호텔/[동부]뉴욕, 터번온더그린에서 개최되었다.

## 수상 및 후보

### 각본상
- 네번의 결혼식과 한번의 장례식 - 리차드 커티스 수상

### 각색상
- 포레스트 검프 - 에릭 로스 수상

### 월계수상
- 찰스 베넷 수상

### 발렌타인 데이비스 상
- 게리 마샬 수상

### 모건 콕스 상
- Alfred Lewis Levitt 수상

### 파울 셀빈 명예상
- 위트니스(영어판) - 토머스 바움 수상